# Server-Betriebsstätte
Die Server-Betriebsstätte ist eine Begrifflichkeit des internationalen Steuerrechts. Besonders auf unilateraler (§ 49 Abs. 1 Nr. 2a EStG) und völkerrechtlicher Ebene (Art. 5 OECD-MA) ist die Frage, ob ein Server eine steuerpflichtige Betriebsstätte in einem Staat begründen kann, von großer Bedeutung. Durch Begründung einer Betriebsstätte durch einen Server würde ein steuerlicher Anknüpfungspunkt in dem Staat entstehen, in dem die Server-Betriebsstätte liegt. Außerdem ist fraglich, wie hoch der steuerpflichtige Gewinn ist, der einer Server-Betriebsstätte zugerechnet werden kann.

## Unilaterale Voraussetzungen
Im deutschen Steuerrecht wird eine Server-Betriebsstätte nur begründet, wenn sie die Voraussetzungen erfüllt, die durch § 12 AO festgelegt sind. Demnach ist ein Server als Betriebsstätte zu qualifizieren, wenn es sich dabei um eine feste Geschäftseinrichtung handelt, die der Tätigkeit eines Unternehmens dient, nachhaltig betrieben wird und das Unternehmen eine gewisse Verfügungsmacht über den Server ausüben kann. Zusätzlich könnte sich auch ein steuerlicher Anknüpfungspunkt durch eine Vertreterbetriebsstätte (§ 13 AO) ergeben, wenn der Internet-Server dazu bestimmt ist, Verträge abzuschließen, Aufträge einzuholen, Bestände von (digitalen) Waren unterhält oder Auslieferungen über das Internet vornimmt.
Feste Geschäftseinrichtung: Die Server-Betriebsstätte besteht aus einer materiellen (Server) und einer immateriellen (auf dem Server gespeicherte Software und Daten) Komponente. Die immaterielle Komponente kann keine Betriebsstätte begründen, daher ist die materielle Komponente entscheidend. Damit eine feste Geschäftseinrichtung begründet werden kann, muss der Server dauerhaft örtlich fest verankert sein.
Verfügungsmacht: Das Unternehmen muss über die rechtliche und wirtschaftliche Verfügungsmacht verfügen; eine Beauftragung eines externen Dienstleisters zum Betrieb eines Servers ist hierbei nicht ausreichend.
Geschäftstätigkeit: Der Server muss dem Zweck der Unternehmenstätigkeit dienen. Der Internet-Server muss einen elementaren Bestandteil für die Wertschöpfung des Unternehmens darstellen, d. h., er muss Online-Transaktionen elektronisch abbilden können. Als Beispiel hierfür kann eine gewöhnliche Internet-Seite genannt werden, die den Zweck hat, Waren online zu vertreiben.

## Multilaterale Voraussetzungen
Auch abkommensrechtlich sind die Voraussetzungen für Begründung einer Server-Betriebsstätte an die Voraussetzungen einer gewöhnlichen Betriebsstätte geknüpft, welche jedoch vergleichsweise enger gefasst sind. Gemäß Art. 5 Abs. 1 OECD-MA muss ein Server eine feste Geschäftseinrichtung sein, die die Geschäftstätigkeit ganz oder teilweise ausübt. Zudem muss die Tätigkeit den Umfang von Hilfs- und Vorbereitungstätigkeiten übersteigen (Art. 5 Abs. 4 OECD-MA).
Feste Geschäftseinrichtung: Der Musterkommentar zum OECD-Musterabkommen unterscheidet – wie auch unilateral – zwischen der materiellen und immateriellen Komponente einer Server-Betriebsstätte: Daten und Software sind in diesem Zusammenhang immateriell und begründet keine Betriebsstätte. Eine Website ist demnach keine Betriebsstätte, auch wenn sie von inländischen Kunden verwendet wird. Diese Problematik besteht z. B. bei der Besteuerung von Amazon. Im Gegensatz dazu kann die Hardware des Servers eine feste Geschäftseinrichtung begründen. Zudem muss die Geschäftstätigkeit länger als sechs Monate bestehen.
Geschäftstätigkeit: Der Server muss die eigentliche Unternehmenstätigkeit des Unternehmens ausüben oder zumindest „Kernfunktionen“ ausüben, die auf den Server ausgelagert wurden. Eine Ausübung von Hilfstätigkeiten (Art. 5 Abs. 4 OECD-MA) ist nicht ausreichend. Außerdem ist die Anwesenheit von Personal nicht zwingend notwendig, sodass ein vollautomatischer Internet-Server eine Betriebsstätte darstellen kann.

## Gewinnabgrenzung bei Server-Betriebsstätten
Grundsätzlich wird seit dem Jahr 2010 bei Gewinnabgrenzung der sog. Authorized OECD Approach (AOA) angewendet (Art. 7 Abs. 2 OECD-MA). Der AOA wurde unilateral durch § 1 Abs. 5 und 6 AStG verankert. Gemäß Art. 7 Abs. 2 OECD-MA können Gewinne einer Betriebsstätte zugerechnet werden, die sie als selbständiges und unabhängiges Unternehmen unter Anwendung des Fremdvergleichsgrundsatzes hätte erzielen können. Zuvor wird im Rahmen einer Funktions- und Risikoanalyse die ausgeübten Funktionen, übernommenen Risiken und die Zuordnung von Wirtschaftsgütern/Kapitalausstattung ermittelt, die vom Stammhaus stammen. Das wichtigste Kriterium für die Gewinnabgrenzung bzw. -zurechnung sind die „wesentlichen Personalfunktionen“. Diese sind bei Server-Betriebsstätten i. d. R. nicht vorhanden, daher können mangels Personal weder Funktionen noch Risiken ausgeübt bzw. übernommen werden. Faktisch bedeutet das, dass die Höhe der Gewinnzurechnung letztlich von der Personalausstattung abhängt. Im Ergebnis könnte der Server-Betriebsstätte in diesem Fall nur wenig oder sogar kein Gewinn zugerechnet werden.